# Скворцов, Александр Кесаревич
Александр Кесаревич Скворцов (также упоминается как Алексей Кесаревич Скворцов) — русский политический и общественный деятель.

## Биография
Информации о А. К. Скворцове известно мало, отсутствуют сохранившиеся его фотографии. Известно, что он родился в 1865 году и был сыном надворного советника. Образование получил в классической гимназии, затем обучался в Киевском университете на естественном факультете, где окончил 3 курса. Имел профессию горного техника.
Проживал в городе Новониколаевске с 1911 года. На тот момент уже состоял в автономной группе партии эсеров. На жизнь зарабатывал тем, что за оплату консультировал и давал уроки. Параллельно с этим пропагандировал среди горожан взгляды своей партии.
В 1912 стал главой правления городского кооператива «Экономия». В феврале 1915 года занял эту же должность в товариществе «Обский кооператор». После февральского переворота работал комиссаром в продовольственном комитете Томской губернии.
После прошедших в апреле 1917 года выборов избран на должность главы исполнительного комитета Новониколаевского народного собрания с жалованием 5 000 рублей в год. В ноябре того же года на заседании снова избранной Думы города выбран городским головой, народное собрание свои полномочия сложило.  
На январском уездном съезде следующего года городская дума была упразднена, а Скворцов тогда же снят большевиками с должности.  
Летом после восстания Чехословацкого корпуса восстановлен в должности, работа думы также была возобновлена. Жалование на тот момент 6 тысяч рублей, ещё 2 тысячи выдавалось на представительные расходы. Осенью из-за инфляции жалование увеличено на 4 тысячи. 
В 1919 году по причине слабой явки на заседания думы пытался уйти в отставку, но получил отказ. Во главе города находился до ноября следующего года, когда были проведены перевыборы в Думу, на которых партия Скворцова лишилась немалого количества мест. Преемником на посту главы стал Р. С. Шалль, который однако занимал должность меньше месяца. 
Всего суммарно руководил городом год и 9 месяцев, в том числе возглавлял Новониколаевск во времена Гражданской войны и Октябрьской революции. 
Умер в июне 1920 года. 